# Championnat d'Irlande féminin de football 2014-2015
Navigation
Édition précédente Édition suivante
La saison 2014-2015 du Championnat d'Irlande féminin de football Irish Women's League est la quatrième saison du championnat. Le Raheny United Football Club vainqueur de la troisième édition remet son titre en jeu.
Le championnat évolue encore en perdant une équipe : Les Shamrock Rovers n'ont pas renouvelé leur engagement dans la compétition. Le DRL Waves qui a pendant l'été intégré le giron de l'University College Dublin se présente donc sous le nom de UCD Waves. Le club de Cork a lui aussi évolué : le Cork Women's Football Club a intégré la structure professionnelle du club masculin du Cork City Football Club et se nomme dorénavant le Cork City Women's Football Club.
Avant même la fin du championnat, le Wexford Youths Women's Football Club s'empare du titre de championne d'Irlande en battant lors de la quinzième journée les champions en titre Raheny United. C'est le tout premier titre national de l'histoire pour ce club.

## Participants
Ce tableau présente les sept équipes qualifiées pour disputer le championnat 2014-2015. On y trouve le nom des clubs, le nom des entraîneurs et leur nationalité, la date de création du club, l'année de la dernière montée au sein de l'élite, le nom des stades ainsi que la capacité de ces derniers.
| Nom du club                                   | Entraîneur     | Date de création | Dernière montée | Stade                   | Capacité |
| --------------------------------------------- | -------------- | ---------------- | --------------- | ----------------------- | -------- |
| Castlebar Celtic Women's football Club        | Jeremy Dee     | 1924             | 2011            | Celtic Park             | 1 500    |
| Cork City Women's Football Club               | David Bell     | 2011             | 2011            | CIT                     | -        |
| Galway Women Football Club                    | Don O'Riordan  | 2013             | 2013            | Eamon Deacy Park        | -        |
| Peamount United Football Club                 | Eileen Gleeson | 1983             | 2011            | Peamount Hospital Pitch | 1 000    |
| Raheny United Football Club                   | Ollie Prunty   | 1994             | 2011            | Morton Stadium          | -        |
| University College Dublin Waves Football Club | Eileen Gleeson | 2012             | 2012            | -                       | -        |
| Wexford Youths Women's Football Club          | -              | 2007             | 2011            | Ferrycarrig Park        | -        |

| \| Castlebar Celtic Dublin: · Raheny United · Peamount United Cork Women's Football Club Wexford Youths WFC UCD Waves FC Galway WFC \| Localisation des clubs engagés dans le championnat. |
| Castlebar Celtic Dublin: · Raheny United · Peamount United Cork Women's Football Club Wexford Youths WFC UCD Waves FC Galway WFC                                                           |

## Classement
| Rang | Équipe             | Pts | J  | G  | N | P  | Bp | Bc | Diff |
| ---- | ------------------ | --- | -- | -- | - | -- | -- | -- | ---- |
| 1    | Wexford Youths WFC | 43  | 18 | 14 | 1 | 3  | 43 | 15 | +28  |
| 2    | UCD Waves FC       | 41  | 18 | 13 | 2 | 3  | 69 | 19 | +50  |
| 3    | Raheny United T    | 31  | 16 | 10 | 4 | 3  | 52 | 24 | +28  |
| 4    | Peamount United    | 23  | 18 | 6  | 5 | 7  | 37 | 55 | -18  |
| 5    | Castlebar Celtic   | 18  | 17 | 5  | 3 | 10 | 30 | 41 | -11  |
| 6    | Galway WFC         | 14  | 18 | 3  | 5 | 10 | 25 | 38 | -13  |
| 7    | Cork City WFC      | 2   | 17 | 0  | 2 | 15 | 14 | 80 | -66  |

| Légende : Qualifications et relégations | Légende : Qualifications et relégations                                                                            |
| --------------------------------------- | --- |
|                                         | Ligue des champions féminine de l'UEFA 2015-2016                                                                   |
|                                         | T : Tenant du titre P : Promu C : Vainqueur de la Coupe d'Irlande 2014 CL : Vainqueur de la Coupe de la Ligue 2014 |

### Résultats
| Résultats (▼dom., ►ext.)                                   | CAS | COR | GAL | PEA | RAH | UCD  | WEX |
| Castlebar Celtic                                           |     | 5-1 | 2-2 | 2-3 | 1-3 | 2-2  | 1-2 |
| Cork City WFC                                              | 0-3 |     | 2-2 | 2-2 | 2-2 | 0-4  | 0-2 |
| Galway WFC                                                 | 3-4 | 5-0 |     | 1-2 | 1-3 | 1-2  | 0-0 |
| Peamount United                                            | 2-2 | 4-1 | 2-2 |     | 1-4 | 3-14 | 0-2 |
| Raheny United                                              | 3-0 | 4-0 | 2-2 | 0-0 |     | 3-1  | 1-2 |
| UCD Waves FC                                               | 2-1 | 7-2 | 3-0 | .   | 1-1 |      | 0-1 |
| Wexford Youths                                             | 3-1 | 1-0 | 5-1 | 3-2 | 2-5 | 3-0  |     |
| - Victoire à domicile - Match nul - Victoire à l'extérieur |     |     |     |     |     |      |     |

| Résultats (▼dom., ►ext.)                                   | CAS | COR  | GAL | PEA | RAH  | UCD | WEX |
| Castlebar Celtic                                           |     | 4-2  | .   | 2-1 | .    | .   | 0-3 |
| Cork City WFC                                              | .   |      | 1-3 | .   | 1-11 | 0-6 | .   |
| Galway WFC                                                 | 1-0 | .    |     | 1-3 | .    | .   | 0-1 |
| Peamount United                                            | .   | 7-2  | 3-2 |     | 4-4  | 0-7 | .   |
| Raheny United                                              | .   | .    | .   | .   |      | 2-3 | .   |
| UCD Waves FC                                               | 5-0 | .    | 3-0 | 2-0 | .    |     | 3-0 |
| Wexford Youths                                             | .   | 10-0 | .   | 0-1 | 3-0  | .   |     |
| - Victoire à domicile - Match nul - Victoire à l'extérieur |     |      |     |     |      |     |     |

## Bilan de la saison
| Championnat d'Irlande féminin de football 2014-2015   |                                                  |
| Champion                                              | Wexford Youths Women's Football Club (1er titre) |
| Coupes et trophées                                    |                                                  |
| Vainqueur de la Coupe d'Irlande 2014-2015             | Wexford Youths Women's Football Club             |
| Qualifications continentales                          |                                                  |
| Ligue des champions féminine de l'UEFA 2015-2016      | Wexford Youths Women's Football Club             |
| Promotions et relégations                             |                                                  |
| Promus en Championnat d'Irlande féminin de football   | Aucun                                            |
| Relégués en Championnat d'Irlande féminin de football | Aucun                                            |